# ژولیوس نایرره
ژولیوس کامباراگه نِیرِره (به انگلیسی: Julius Kambarage Nyerere)‏ (زاده ۱۳ آوریل ۱۹۲۲ – درگذشته ۱۴ اکتبر ۱۹۹۹) نخستین رئیس‌جمهور تانزانیا و رئیس اسبق کمیسیون جنوب-جنوب بود.
وی در سال ۱۹۸۷ رهبری گروه ۲۷ نفره‌ای از متفکران جهان سوم را بدست گرفت تا گزارشی از مسایل بغرنج توسعه که کشورهای جنوب با آن موجه هستند، ارائه دهد. این گروه می‌خواست تا جمع‌بندی از حاصل تلاش کشورهای جهان سوم و موج استقلال طلبان پس از جنگ جهانی در این کشورها و توصیه‌هایی برای آینده یعنی دهه ۹۰ بدست دهد.

## نگارخانه

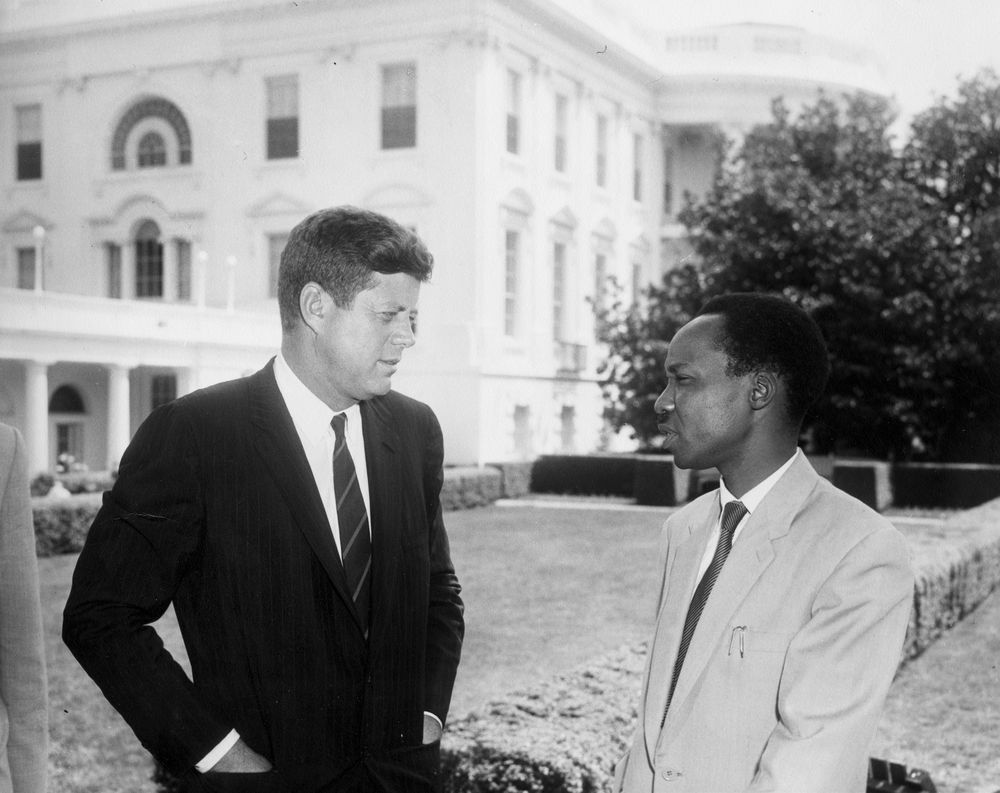
نایرره و رئیس جمهور ایالات متحده آمریکا جان اف کندی در سال ۱۹۶۳ است. نایره بعداً اظهار داشت که او «احترام زیادی» برای کندی، قائل است و او را به عنوان یک «مرد خوب» قبول دارد.
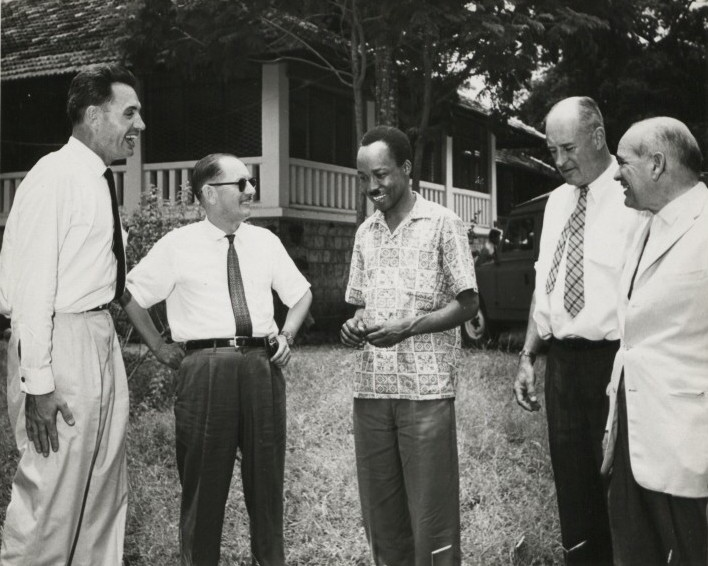
نایرره همراه با بازدیدکنندگان از سازمان ملل متحد.
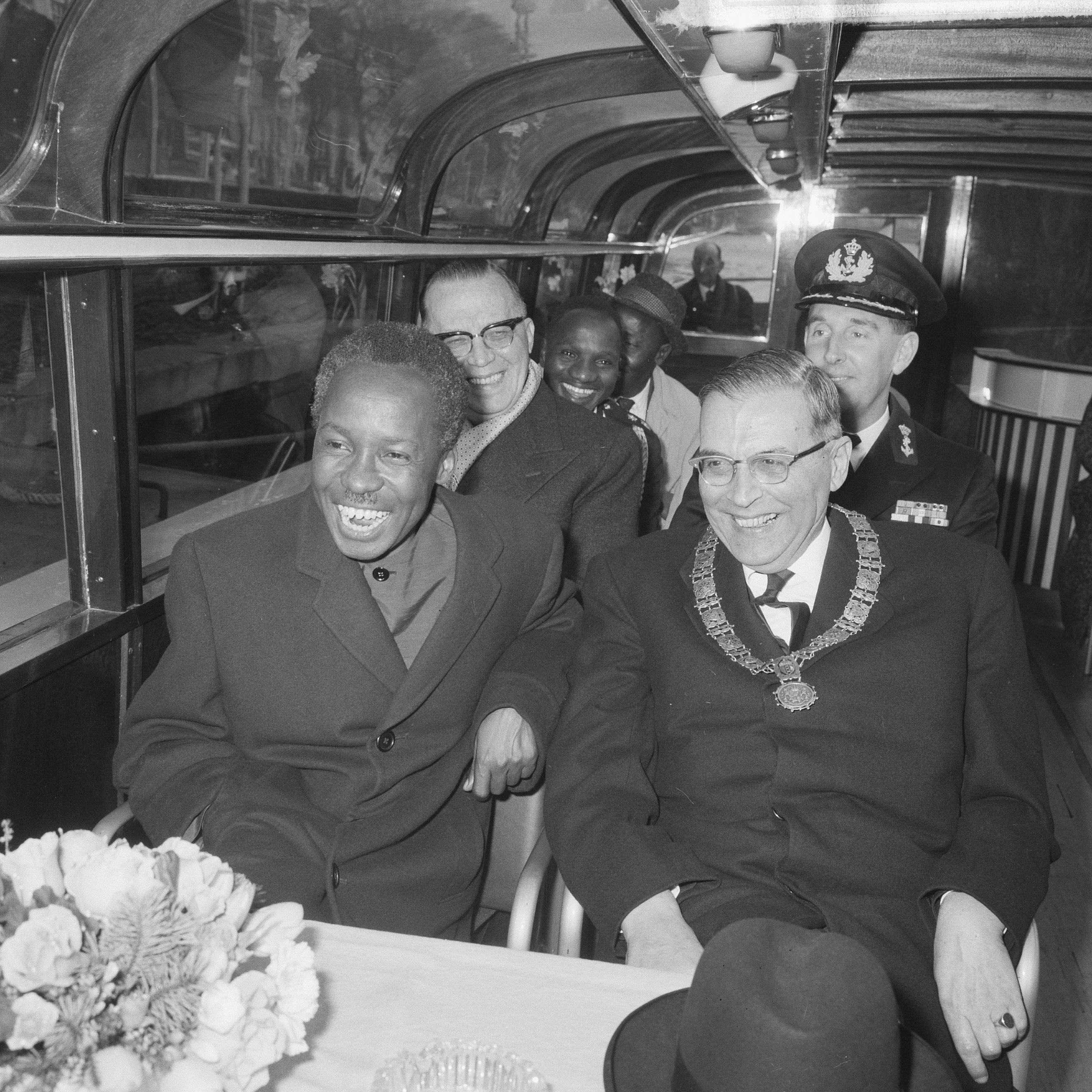
نایرره درحال سفر برای بازدید از هلند
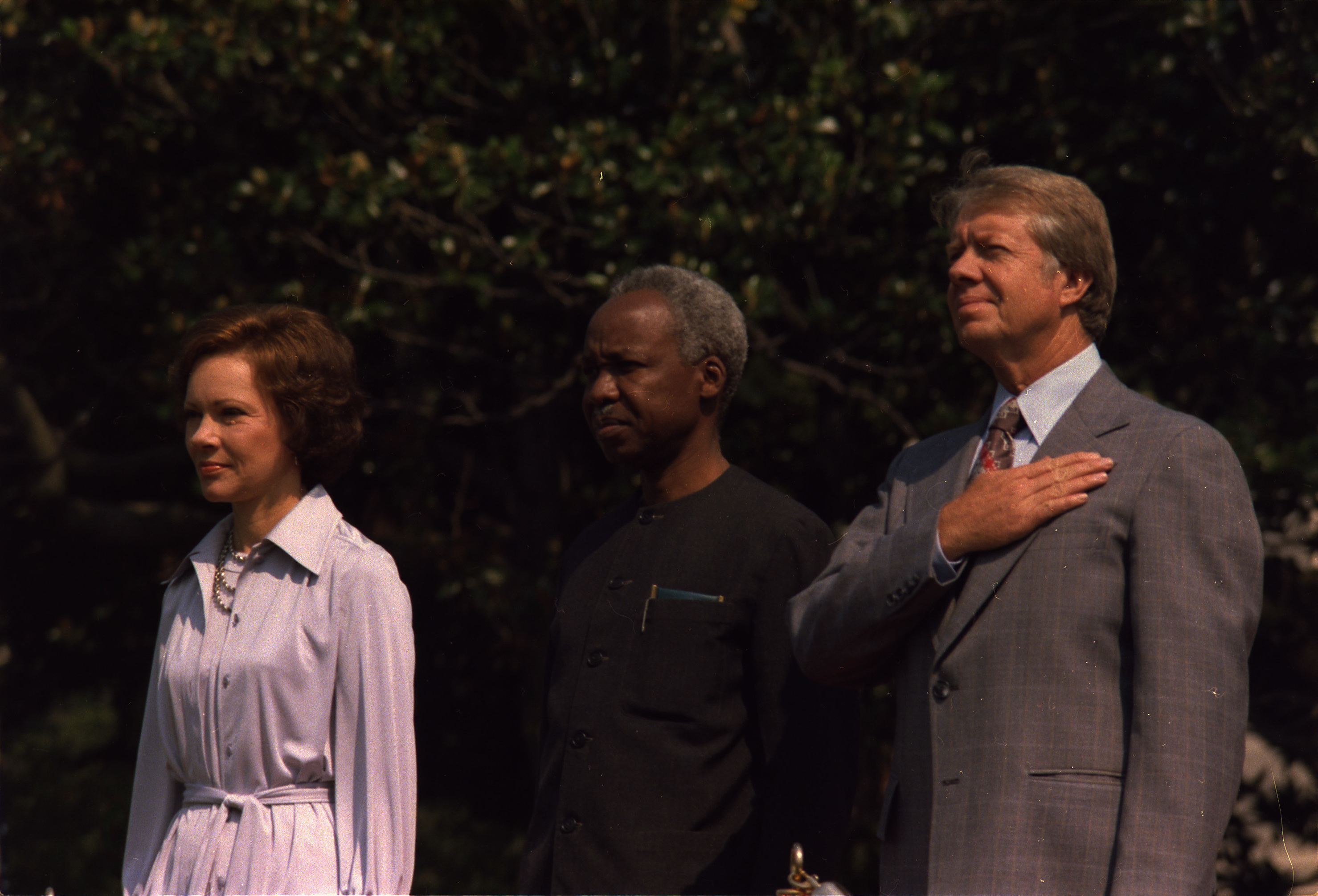
جیمی کارتر، نایرره و روزالین کارتر